# گروه شونک
گروه شونک (انگلیسی: Schunk Group) شرکت فناوری آلمانی است، که در سال ۱۹۱۳ تأسیس شد.